# Маккавейський Володимир Миколайович
Володимир Маккавейський (26 липня 1893–1920) — Київський російськомовний поет та перекладач українського походження.

## Життєпис
Народився у сім'ї релігійного письменника Миколи Корнелійовича Маккавейського. З юних років захопився поезію та мовами (перш за все — французькою). Вчився на філологічному факультеті Київського університету ім. Св. Володимира, під час війни був взятий до артилерійського училища.
Повернувся до Києва в 1917 р. після розвалу фронту, пережив зміну влади та «червоний терор» і у 1919 році вступив до лав білої армії. Загинув у 1920 році в бою під Ростовом.

## Творчість
Володимир Маккавейський дебютував у 1914 році як перекладач з німецької (Рільке) та французької (Малларме) мов, також додав до перекладів власні твори. Вони були помічені читаючою київською публікою — невдовзі, як згадував Ілля Еренбург, дім Маккавейського перетворився на один з центрів центр інтелектуального життя Києва. Як переклади Володимира Маккавейського, так і його оригінальні вірші відзначалися складною символікою, дивним, під час парадоксальним словарним рядом та багатьма відсилками до світової літератури. Свій єдиний поетичний збірник під назвою «Стилос Александрии» Маккавейський видав в період «міжвладдя» у 1918 році.
У 2000 році київським видавництвом «Знання» була видана книга з його поезією, перекладами та теоретичними роботами з літератури, частина з яких вперше побачила світ.